# Lechytia cavicola
Lechytia cavicola es una especie de arácnido del orden Pseudoscorpionida de la familia Lechytiidae.

## Distribución geográfica
Se encuentra en México.